# توتنهام هوتسبير موسم 2005–06
كان موسم 2005–06 هو الموسم الرابع عشر لتوتنهام هوتسبير في الدوري الإنجليزي الممتاز والموسم الثامن والعشرون على التوالي في الدرجة الأولى من نظام الدوري الإنجليزي لكرة القدم.